# Microcerophina
Microcerophina è un genere di ditteri appartenente alla famiglia Tachinidae.